# Vlag van Litouwen
De vlag van Litouwen is een horizontale driekleur in de kleurencombinatie geel-groen-rood, sinds 8 juli 2004 is de hoogte-breedteverhouding van de vlag 3:5. Daarnaast zijn er twee andere nationale vlaggen in gebruik: een alternatieve staatsvlag en een staats- en oorlogsvlag ter zee.

## Symboliek
De drie kleuren in de vlag hebben elk een symbolische betekenis: het geel staat voor de gouden velden van Litouwen, het groen symboliseert het groene platteland en het rood verwijst naar het bloed dat voor Litouwen is gevloeid.

### Alternatieve staatsvlag
Op 1 september 2004 nam Litouwen een alternatieve staatsvlag aan. Deze toont het wapen van Litouwen in baniervorm. Het invoeren van deze vlag, officieel de "Historische vlag" genoemd, werd voorgesteld door Česlovas Juršėnas, de vicevoorzitter van de Seimas, en door Edmundas Rimša, de voorzitter van de Heraldische Commissie van het Ministerie van Binnenlandse Zaken. De vlag is ingevoerd ter ere van de zevenhonderdvijftigste verjaardag van de kroning van Mindaugas, de eerste groothertog van Litouwen. De ontwerper van de vlag is Arvydas Každailis.
De vlag werd gebruikt tijdens de Slag bij Tannenberg van 1410 en werd in de 20e eeuw gezien als een symbool van de wens voor de Litouwse onafhankelijkheid. Tegenwoordig wordt de vlag door de overheid gebruikt, maar slechts op enkele locaties en vaak maar op enkele momenten (zie Hijsmomenten van de alternatieve staatsvlag).

## Ontwerp
De wet op de Litouwse Staatsvlag van 26 juni 1991 regelt de ontwerpdetails van de vlag. Deze wet werd voor het laatst aangepast op 8 juli 2004, toen de hoogte-breedteverhouding werd veranderd van 1:2 naar 3:5 en de alternatieve staatsvlag werd aangenomen. Deze aanpassingen traden op 1 september dat jaar in werking, nadat president Valdas Adamkus ermee instemde.
De hoogte-breedteverhouding van de nationale vlag en de staatsvlag is 3:5, waarbij de standaardafmeting 1 bij 1,7 meter is. Van deze standaard mag men afwijken, zolang de hoogte-breedteverhouding 3:5 is en de juiste kleuren gebruikt worden.
De kleuren van alle versies van de Litouwse vlag zijn vastgelegd in het Pantone-coderingssysteem, meer specifiek in Pantone TP (textile-paper). Voor verf en drukwerk worden kleuren met de suffix U of C gebruikt (Uncoated / coated).
| Codering | Geel                  | Groen                | Rood                 |
| -------- | --------------------- | -------------------- | -------------------- |
| Pantone  | 15-0955 TP / 1235 C/U | 19-6026 TP / 349 C/U | 19-1664 TP / 180 C/U |
| RGB      | 232-166-13            | 14-90-63             | 171-32-52            |
| CMYK     | 0-28-94-9             | 84-0-30-65           | 0-81-70-33           |

### Ontwerp van de staats- en oorlogsvlag ter zee
De staats- en oorlogsvlag ter zee heeft een witte achtergrond waarop een blauw kruis staat; in het kanton staat de nationale vlag. De breedte van het kruis is 1/7 van de breedte van de vlag. Deze vlag heeft een hoogte-breedteverhouding van 1:2.

## Geschiedenis

Vlag van Klein-Litouwen

Strijdvlag met de Zuilen van Gediminas

Vlag van Litouwen, 1918-1940 (ratio 2:3)

Vlag van Litouwen, 1989-2004 (ratio 1:2)

### Grootvorstendom Litouwen en Pools-Litouws Gemenebest
Ten tijde van het Grootvorstendom Litouwen (1392-1569) had Litouwen geen officiële vlag, maar er werd wel officieus een rode banier gebruikt met daarop het Litouwse wapen onder een kroon. Ten tijde van het Pools-Litouws Gemenebest gebruikte men een rode vlag met daarop het gecombineerde wapen van deze personele unie, maar deze vlag had geen officiële status.
De oudst bekende Litouwse vlag toonde een witte ridder op een rood veld. Deze vlag is de huidige staatsvlag en werd zoals vermeld gebruikt in de Slag bij Tannenberg. Er namen veertig Litouwse regimenten aan deze slag deel en de regimenten van het Grootvorstendom (de meerderheid van de regimenten) gebruikte deze vlag. De andere regimenten waren van Litouwse adellijke families; zij gebruikten een rode vlag met daarop de Zuilen van Gediminas.

### De opkomst van de driekleur
De geel-groen-rode vlag ontstond toen het nationalisme in Europa opkwam en veel Europese staten driekleuren gingen gebruiken. Het bekendste voorbeeld van een dergelijke driekleur is de vlag van Frankrijk die na de Franse Revolutie werd aangenomen. De enige driekleur die in Litouwen al voor de opkomst van de geel-groen-rode vlag bestond, was de vlag die Klein-Litouwen moest vertegenwoordigen. Deze vlag bestond uit drie horizontale banen in de kleuren groen, wit en rood.
Het is niet bekend wie op het idee kwam om een geel-groen-rode vlag te gebruiken, maar dit wordt algemeen toegeschreven aan Litouwse diaspora in Europa of de Verenigde Staten in de 19e eeuw. De drie kleuren werden vaak gebruikt in onder meer traditionele kleding.
In 1918 werd Litouwen onafhankelijk en werd de driekleur de nationale vlag. De vlag met de ridder werd niet gekozen als nationale vlag, omdat het Litouwse parlement zich wilde onderscheiden van het Groothertogdom (dat immers ook grote gebieden buiten Litouwen besloeg). De hoogte-breedteverhouding van de vlag was destijds 2:3.
De discussies over de vlag woekerden in de jaren twintig voort. Sommigen vonden goud/geel geen gepaste kleur en stelden dat de kleurencombinatie niet aan de regels van de heraldiek voldoet. Er werden echter in het interbellum geen wijzigingen in het vlagontwerp doorgevoerd.

### Sovjet-tijdperk
Litouwen werd in de Tweede Wereldoorlog bezet door Duitsland en de Sovjet-Unie. Na de oorlog werd het gebied aan de Sovjet-Unie toegekend en verkreeg het de status van Sovjet-republiek met de naam Litouwse SSR. Deze Litouwse SSR zou achtereenvolgens twee vlaggen gebruiken. Tot 15 juli 1953 was dit een egaal rode vlag met in de linkerbovenhoek in gouden letters de naam van het land, in het Litouws (LIETUVOS TSR), en daaronder een hamer en sikkel. Op die datum werd een nieuwe vlag ingevoerd, bestaande uit een rood veld met een gouden hamer, sikkel en ster in de linkerbovenhoek en een witte en een groene horizontale baan aan de onderkant. De groene en witte strepen stonden dus voor de uitgestrekte velden en bossen van het land, die de land- en bosbouwindustrie dienen. Op de achterzijde ontbraken de hamer, sikkel en ster.

? Vlag van de Litouwse SSR, 1940-1953
? ? Vlag van de Litouwse SSR, 1953-1989
? ? Achterzijde van de vlag (1953-1989)

In 1988 won de beweging voor Litouwse onafhankelijkheid aan kracht. In dat jaar erkende de Litouwse Opperste Sovjet de geel-groen-rode driekleur als nationale vlag; een jaar later werden de kleuren formeel vastgelegd. Nadat Litouwen weer onafhankelijk was geworden, werd de driekleur opgenomen in de nieuwe Grondwet van Litouwen, die in 1992 door middel van een referendum werd aangenomen.

### Na de Koude Oorlog
De geel-groen-rode vlag werd op 20 maart 1989 vastgelegd. Waar de Litouwse vlag voor de Tweede Wereldoorlog een hoogte-breedteverhouding van 2:3 had, werd deze nu 1:2. Op 1 september 2004 werd deze verhouding veranderd in 3:5.
Op dezelfde dag werd de alternatieve staatsvlag in gebruik genomen. In het interbellum was deze alternatieve vlag ook in gebruik (met dezelfde functie). De achterkant ervan toonde destijds de hierboven genoemde vlag met de Zuilen van Gediminas; tegenwoordig is de achterkant hetzelfde als de voorkant.
In 1992 werd de staats- en oorlogsvlag ter zee aangenomen. Deze is afgeleid van het vaandel van de zeilclub van Kaunas. Tegelijkertijd werd een geus aangenomen. Deze toont een blauw anker met het marinelogo op een witte achtergrond. Dit logo toont de Zuilen van Gediminas in het geel in een rode cirkel.

## Vlaginstructie
De huidige Litouwse vlaginstructie is vastgelegd in de vlaggenwet die op 1 september 2004 van kracht werd.

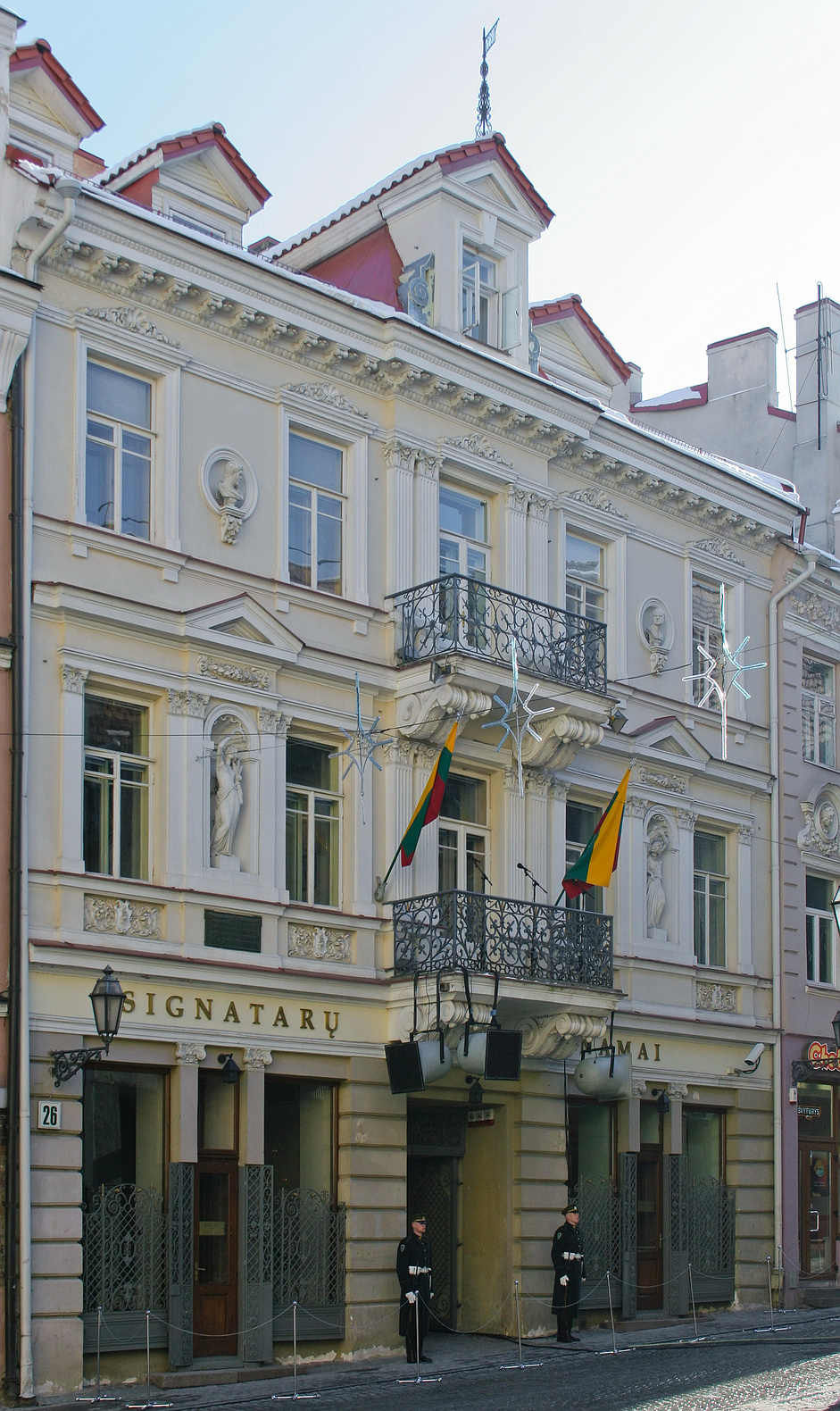
Uitgestoken vlaggen, Signatarų namai.

De vlag mag zowel horizontaal als verticaal uitgestoken worden van openbare gebouwen, privéwoningen, bedrijven, schepen en pleinen en tijdens officiële ceremonies. Als de vlag horizontaal hangt, moet de gele baan de bovenste zijn; wanneer de vlag verticaal hangt moet de gele baan rechts hangen. De vlag mag alleen tussen zonsopkomst en zonsondergang uitgestoken zijn, maar regeringsgebouwen binnen en buiten Litouwen moeten de vlag 24 uur per dag uit laten hangen. Een vlag moet voldoen aan de wettelijke eisen en mag niet beschadigd worden.
Er zijn twee manieren om de vlag in tijden van rouw te laten wapperen. De eerste mogelijkheid is het halfstok hangen van de vlag. Alvorens de vlag naar de halfstokpositie wordt gebracht, moet deze eerst naar de top van de vlaggenmast worden gehesen. De tweede mogelijkheid is het bevestigen van een tien centimeter breed zwart lint aan vlaggenmast. Tijdens de begrafenis van regeringsleden, soldaten, ondertekenaars van de onafhankelijkheidsverklaring en andere door de president aangewezen personen, mag de kist waarin de overledene zich bevindt bedekt worden door de Litouwse vlag.
Als de Litouwse vlag op een locatie in Litouwen samen met een of meerdere andere vlaggen gehesen wordt, dan moeten de vlaggen zich in de volgende volgorde bevinden: de nationale vlag, de alternatieve staatsvlag, vlaggen van andere staten, de vlag van de Europese Unie, vlaggen van internationale niet-gouvernementele organisaties, de presidentiële standaard, militaire en overheidsstandaarden, Litouwse districtsvlaggen, gemeentevlaggen en andere vlaggen. Als meerdere buitenlandse vlaggen samen met de Litouwse vlag gehesen worden, worden ze opgesteld op alfabetische volgorde van de staatsnamen in het Litouws. Dit geldt niet wanneer de gelegenheid waarvoor al die vlaggen gehesen worden een andere taal dan Litouws voorschrijft. De vlag van de Europese Unie wordt in Litouwen officieel gebruikt sinds het land in 2004 lid is geworden van deze organisatie. Litouwen is ook lid van de NAVO en de NAVO-vlag mag ook gehesen worden, hoewel dat niet vastgelegd is in de wet. Bij bepaalde gelegenheden (zie hieronder) wordt de Litouwse vlag samen met de vlag van Estland en die van Letland gehesen, vanwege de hechte banden tussen deze drie Baltische landen en vanwege een deels gedeelde geschiedenis.

### Hijsmomenten van de nationale vlag
De vlaginstructie moedigt het dagelijks hijsen van de vlag aan, maar het wordt sterk aanbevolen — en voor onder meer de overheid verplicht gesteld — om op de volgende dagen de vlag te hijsen:
| Datum        | Nederlandse naam                                          | Opmerkingen                                                                                          |
| ------------ | --------------------------------------------------------- | --- |
| 1 januari    | Nieuwjaarsdag                                             | |
| 13 januari   | Dag van de Vrijheidsstrijders                             | Ter herinnering aan de gebeurtenissen van januari 1991                                               |
| 16 februari  | Dag van de Heroprichting van de Staat van Litouwen (1918) | Samen met de Estlandse en Letlandse vlag gehesen                                                     |
| 24 februari  | Onafhankelijkheidsdag van Estland                         | Samen met de Estlandse en Letlandse vlag gehesen                                                     |
| 11 maart     | Onafhankelijkheidsdag (van de Sovjet-Unie, 1990)          | Samen met de Estlandse en Letlandse vlag gehesen                                                     |
| 29 maart     | NAVO-Dag                                                  | Ter ere van de Litouwse toetreding tot de NAVO in 2003; ook de NAVO-vlag wordt gehesen               |
| 1 mei        | Dag van de Europese Unie                                  | Ter ere van de Litouwse toetreding tot de EU in 2004; gehesen samen met de EU-vlag                   |
| 9 mei        | Dag van de Overwinning                                    | Ter herinnering aan het einde van de Tweede Wereldoorlog in 1945                                     |
| 15 mei       | Dag van de Conventie van de Seimas                        | Ter ere van de eerste Seimas, 1920                                                                   |
| 14 juni      | Dag van Rouw en Hoop                                      | In 1941 begonnen op deze datum massadeportaties van Litouwers naar Siberië; dit is een dag van rouw  |
| 15 juni      | Dag van Bezetting en Genocide                             | Ter herinnering aan het begin van de Sovjet-bezetting van 1940; dit is een dag van rouw              |
| 6 juli       | Staatsstichtingsdag                                       | Ter herinnering aan de kroning van Mindaugas, in 1253                                                |
| 15 juli      | Dag van de slag bij Tannenberg                            | Ter herinnering aan de Litouwse en Poolse overwinning op de Duitse Orde                              |
| 23 augustus  | Dag van het Zwarte Lint                                   | Ter herinnering aan het ondertekenen van het Molotov-Ribbentroppact in 1939; dit is een dag van rouw |
| 31 augustus  | Dag van de Vrijheid                                       | Ter herinnering aan het vertrek van het Rode Leger in 1993                                           |
| 23 september | Dag van de Genocide op de Litouwse Joden                  | Ter herinnering aan de Duitse vernietiging van het getto van Vilnius in 1943                         |
| 25 oktober   | Grondwetsdag                                              | Ter herinnering aan de aanname van de grondwet in 1992                                               |
| 18 november  | Onafhankelijkheidsdag van Letland                         | Samen met de Estlandse en Letlandse vlag gehesen                                                     |
| 23 november  | Dag van de Litouwse Soldaat                               | Ter herinnering aan de oprichting van het Litouwse leger (1918)                                      |

De vlag wordt ook gehesen bij stembureaus wanneer er verkiezingen zijn. De regering kan ook op andere momenten het hijsen van de vlag verordonneren.

### Hijsmomenten van de alternatieve staatsvlag
De alternatieve staatsvlag wappert permanent op drie locaties: het Koninklijk Paleis, het kasteel van Trakai en het Vytauto Didžiojo karo-museum in Kaunas. Daarnaast wordt de vlag op de volgende momenten en locaties door de overheid gehesen:
- 16 februari - bij het Signatarų namai in Vilnius (waar op deze dag in 1918 de Litouwse grondwet werd ondertekend);
- 11 maart - bij de Seimas;
- 6 juli - bij het presidentieel paleis in Vilnius;
- 15 juli - bij het Ministerie van Defensie;
- 25 oktober - bij de Seimas, het presidentieel paleis en het regeringsgebouw.